# Płonik
Płonik (niem. Exners Kiefern, 682 m n.p.m.) – szczyt w Karkonoszach, w obrębie Karkonoskiego Padołu Śródgórskiego.
Położony w centralnej części Karkonoskiego Padołu Śródgórskiego, na południe od Przesieki, na zakończeniu grzbietu schodzącego od Małego Szyszaka, przez Suchą Górę.
Zbudowany z granitu karkonoskiego.
Na południe od szczyyu pojedyncze skałki.

## Szlaki turystyczne
Północno-zachodnim zboczem biegnie  niebieski szlak turystyczny z Przesieki na Przełęcz Karkonoską, natomiast północno-wschodnim  żółty szlak z Przesieki przez Borowice, Starą Polanę, Pielgrzymy na Słonecznik.